# Djaniny Semedo
Jorge Djaniny Tavares Semedo (Santa Cruz, 21 de março de 1991), conhecido apenas como Djaniny, é um futebolista cabo-verdiano que atua como atacante. Atualmente defende o Al-Fateh.

## Carreira em clubes
Revelado pelo Scorpion Vermelho, Djaniny iniciou a carreira em 2009, no Velense, clube da primeira divisão do campeonato da Associação de Futebol de Angra do Heroísmo, fazendo 50 gols em 2 temporadas. Em 2011, estrearia no futebol profissional na União de Leiria, assinando por 3 anos, marcando seu primeiro gol em outubro do mesmo ano, na vitória por 2 a 0 sobre o Vitória de Setúbal.
Jogou também por Benfica B, Olhanense e Nacional da Madeira, deixando Portugal após 5 temporadas para assinar com o Santos Laguna, tornando-se o primeiro atleta africano a defender o clube. Comandado por Pedro Caixinha (seu ex-treinador na União de Leiria), Djaniny marcou seu primeiro gol pelos Laguneros em agosto de 2014, na derrota por 3 a 2 para o Querétaro. Ao marcar 18 gols no torneio Clausura de 2018, Djaniny entrou para a história do futebol mexicano ao ser o primeiro africano a tornar-se artilheiro da Primeira Divisão nacional.
Teve ainda passagens por Al-Ahli, Trabzonspor e Sharjah, sendo contratado pelo Al-Fateh em setembro de 2023.

## Carreira internacional
Foi convocado pela primeira vez para a seleção de Cabo Verde em 2011, marcando seu primeiro gol pelos Tubarões Azuis em junho de 2012, contra Madagáscar, pelas eliminatórias da Copa Africana das Nações de 2013, a primeira disputada pela equipe, que chegou até as oitavas-de-final; Djaniny ainda participou da edição de 2015, quando Cabo Verde terminaria eliminado na fase de grupos. Ele é o sétimo maior artilheiro da Seleção Cabo-Verdiana, com 6 gols em 35 partidas disputadas.

## Títulos
Santos Laguna
- Liga MX: Clausura 2015, Clausura 2018
- Copa MX: Apertura 2014
- Campeón de Campeones: 2015

Trabzonspor
- Campeonato Turco: 2021–22
- Supercopa da Turquia: 2020, 2022

Sharjah
- Supercopa dos Emirados Árabes: 2022

### Individuais
- Artilheiro da Liga MX: 14 gols no Clausura 2018[9]
- Jogador do mês do Campeonato Saudita: Janeiro de 2019[14]